# 安八万王
安八万王（あはちまおう/あはちまのおおきみ、生年不詳 - 養老3年1月16日（719年2月9日））は、奈良時代の皇族。系譜は明らかでないが、太政大臣・高市皇子の子か。官位は正四位下・治部卿。

## 経歴
慶雲2年（705年）二世王として蔭位を受けて従四位下に直叙され、和銅元年（708年）治部卿に任ぜられる。
和銅6年（713年）従四位上、霊亀3年（717年）正四位下と元明朝から元正朝にかけて、天武天皇後裔の二世王としては長屋王に次いで順調に昇進を果たす。しかし、養老3年（719年）1月16日卒去。最終位階は正四位下。

## 官歴
『続日本紀』による。
- 慶雲2年（705年） 正月19日：従四位下（直叙）
- 和銅元年（708年） 9月4日：治部卿
- 和銅6年（713年） 4月23日：従四位上
- 霊亀3年（717年） 正月4日：正四位下
- 養老3年（719年） 正月16日：卒去（正四位下）